# Волынкин переулок
Волы́нкин переулок — переулок в Кировском районе Санкт-Петербурга. Проходит от Кемеровской до Оборонной улицы.
Не следует путать с Волынским переулком.

## История
Название присвоено 21 сентября 2009 года по историческому району Волынкина деревня.

## Общественно значимые объекты
- стадион «Адмиралтеец»
- флюоростанция
- трамвайное кольцо «Оборонная улица»